# Sergueï Choïgou
Sergueï Koujouguetovitch Choïgou (en russe : Серге́й Кужуге́тович Шойгу́́), né le 21 mai 1955 à Tchadan (Touva), est un homme politique russe. Membre fondateur du parti de Vladimir Poutine Russie unie, nommé général d'armée en 2003, il dirige de 1994 à 2012 le ministère des Situations d'urgence. Il est président de la Société russe de géographie depuis 2009 et ministre de la Défense de 2012 à 2024. 
Il détient le record de longévité en tant que ministre en Russie, car il est membre du gouvernement de la fédération de Russie de 1994 à 2024 (30 ans au total). Il fait partie du cercle étroit des silovik de Poutine depuis son accession au pouvoir,.

## Biographie
Sergueï Choïgou est né d’un père touvain, Koujouguet Choïgou (1921-2010), et d’une mère russe, Alexandra Iakovlevna, née Koudriavtseva (1924-2011)[réf. nécessaire]. Il obtient son diplôme à l’école no 1 de Kyzyl.
En 1977, il est diplômé de l'institut polytechnique de Krasnoïarsk. Il travaille dans la construction durant la décennie suivante en gravissant les échelons pour devenir dirigeant. En 1988, il devient un fonctionnaire mineur du Parti communiste à Abakan puis au Komsomol durant quelque temps. 
En 1990, il est nommé  adjoint au président du comité d’état sur l’architecture et quitte la Sibérie pour Moscou.
Il est père de deux filles, Ioulia (1977) et Ksenia (1991).
Il se fait remarquer au début des années 1990 pour ses qualités de médiateur dans tous les domaines et devient ministre des Situations d’urgence, poste qu’il a lui-même créé. À ce poste, il se rend souvent sur les lieux de catastrophes naturelles et d’attentats terroristes avec une équipe de secouristes professionnels d’élite, et dirige certaines opérations de secours. Son équipe d'intervention fait sa renommée auprès aussi bien des milieux du pouvoir russe que des citoyens ordinaires. Il apparaît alors comme un dauphin potentiel de Boris Eltsine.

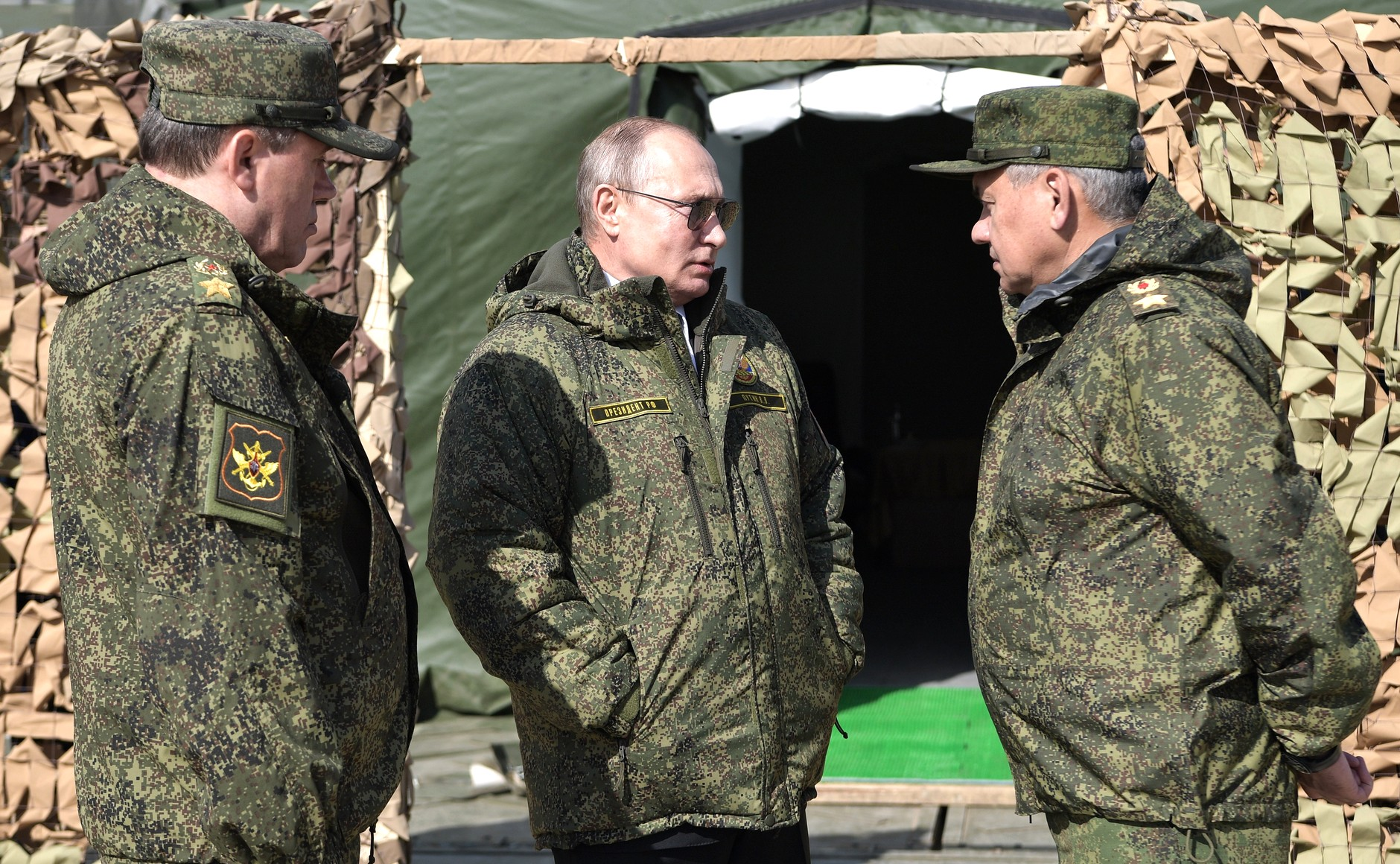
à droite, Sergueï Choïgou, le président russe Vladimir Poutine, au milieu, et le chef d'état-major Valeri Guérassimov lors des exercices militaires Center-2019.

Il reçoit en 1999 la distinction nationale la plus prestigieuse, celle de héros de la fédération de Russie.
De 1999 à 2001, il dirige la fraction Unité du parti présidentiel (en), qu’il quitte alors que la popularité d’Eltsine est au plus bas, afin de créer avec d’autres personnalités du Kremlin le parti Russie unie. Il devient l'un des trois dirigeants de ce parti en 2001-2002 appuyant la candidature de Vladimir Poutine. Il est depuis cette date membre du haut conseil de Russie unie.
Sergueï Choïgou est gouverneur de l'oblast de Moscou cinq mois en 2012.

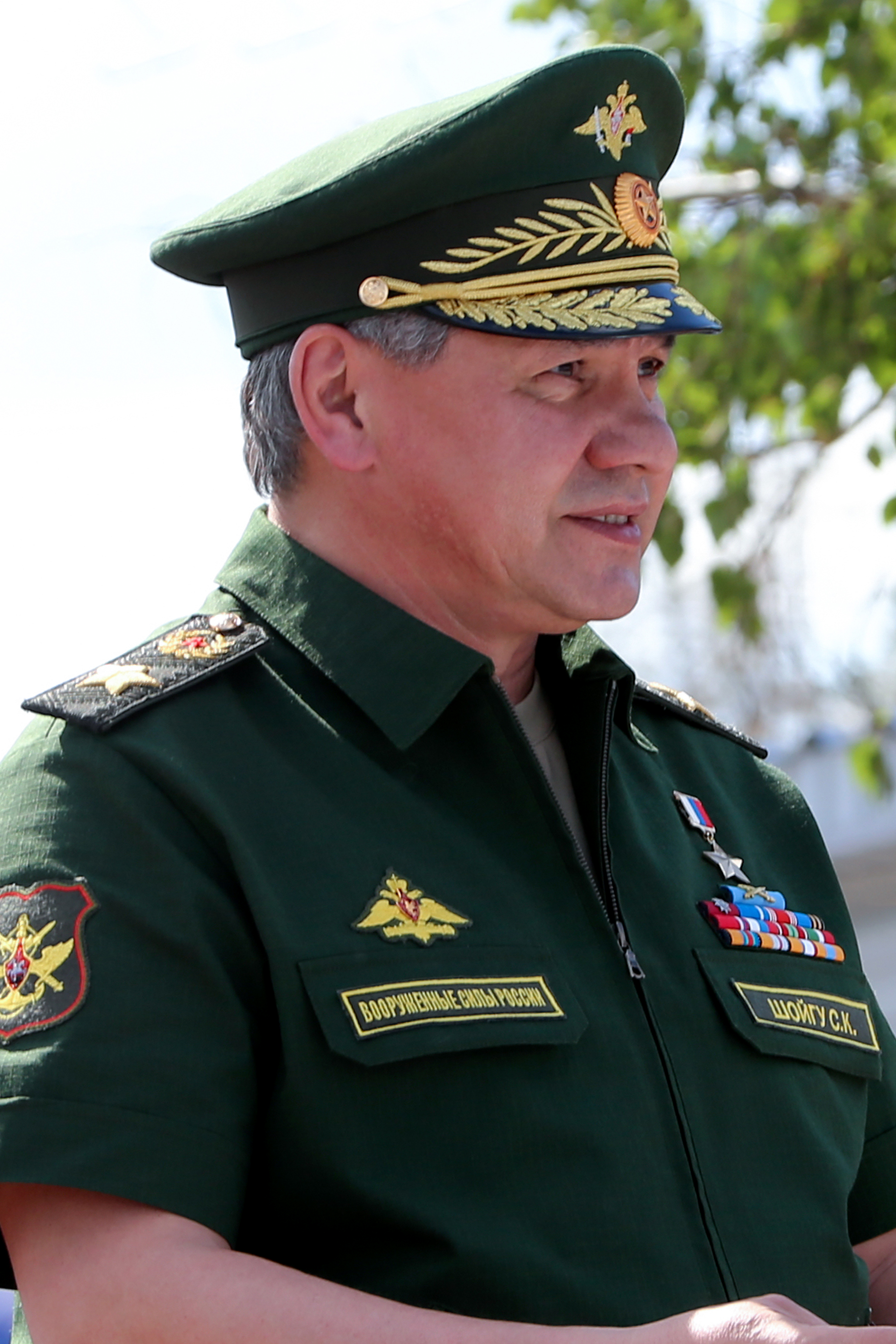
Sergueï Choïgou en 2015.

Le 6 novembre 2012, il est nommé ministre de la Défense, à la suite du limogeage d'Anatoli Serdioukov. Ce remaniement fait les unes de la presse russophone au cours du mois de novembre 2012. Cette nomination paraît surprenante alors que Sergueï Choïgou n’a jamais servi dans l’armée, qu'il ne bénéficie d’aucune réputation auprès de la hiérarchie militaire, et que ses méthodes de leadership ne sont pas appréciées de la vieille garde. Sa nomination intervient à quelques semaines d'intervalle de Valeri Guerassimov comme chef de l'État-Major général, qui apparaît dès lors très proche de lui.

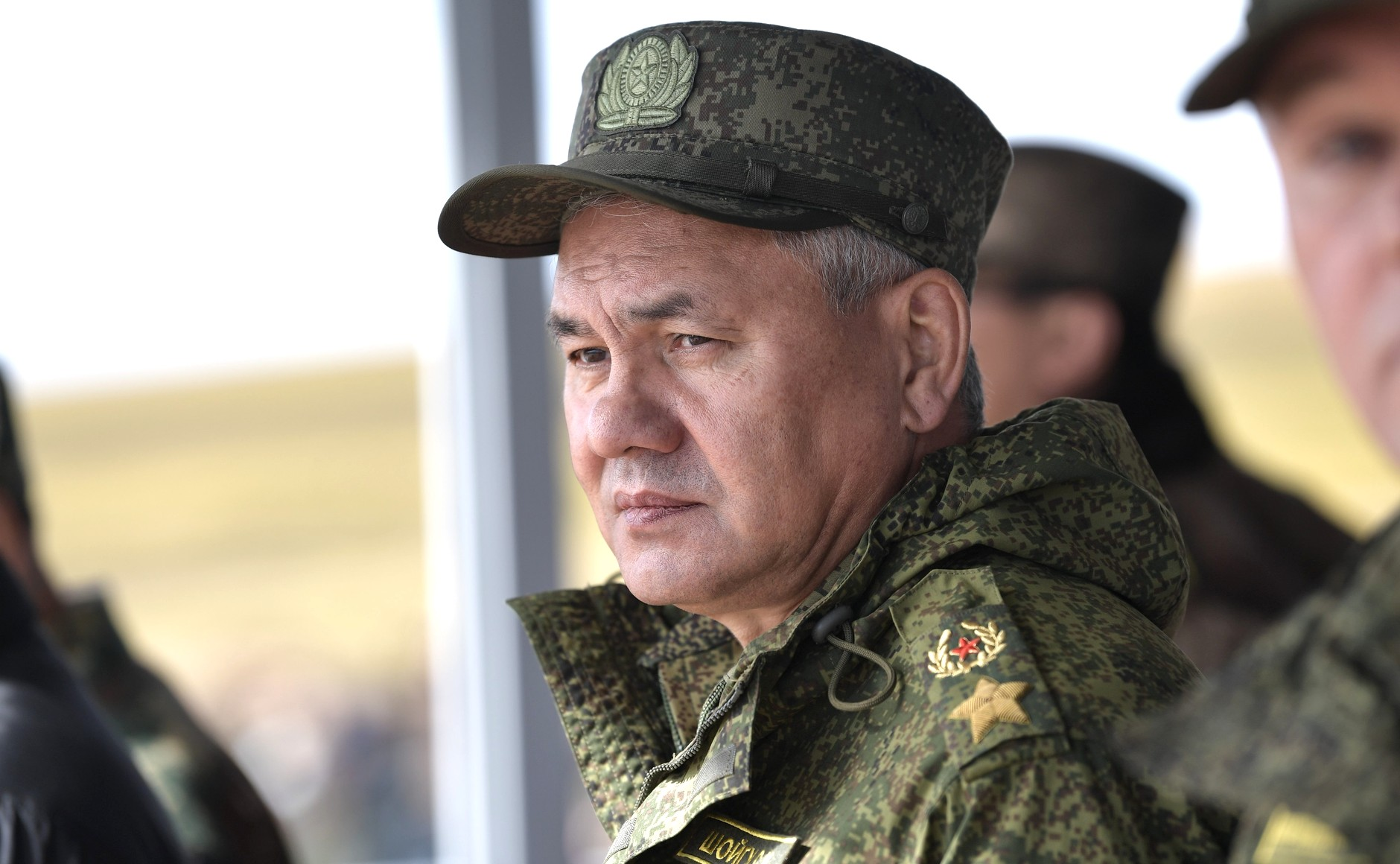
Sergueï Choïgou lors des exercices militaires Vostok 2018.

Après l'éclatement de la révolution ukrainienne de 2014 et l'échec du Service fédéral de sécurité de la fédération de Russie (FSB) à mettre fin à la révolte, Vladimir Poutine fait appel à l’armée qui, sous le commandement de Sergueï Choïgou, mène à bien l'annexion de la Crimée. À la suite de cette crise, il est poursuivi en Ukraine « pour formation de bandes armées ».
En décembre 2015, il mène l'opération militaire qui permet d'inverser le cours de la guerre civile syrienne et permet à Bachar el-Assad de reprendre la main.

Il accomplit des visites diplomatiques dans plusieurs pays comme la Syrie, le Qatar ou Israël. Alors que ce rôle devrait être alloué aux affaires étrangères plus qu'à la défense, les analystes voient en cela une plus grande importance de l'armée en Russie.

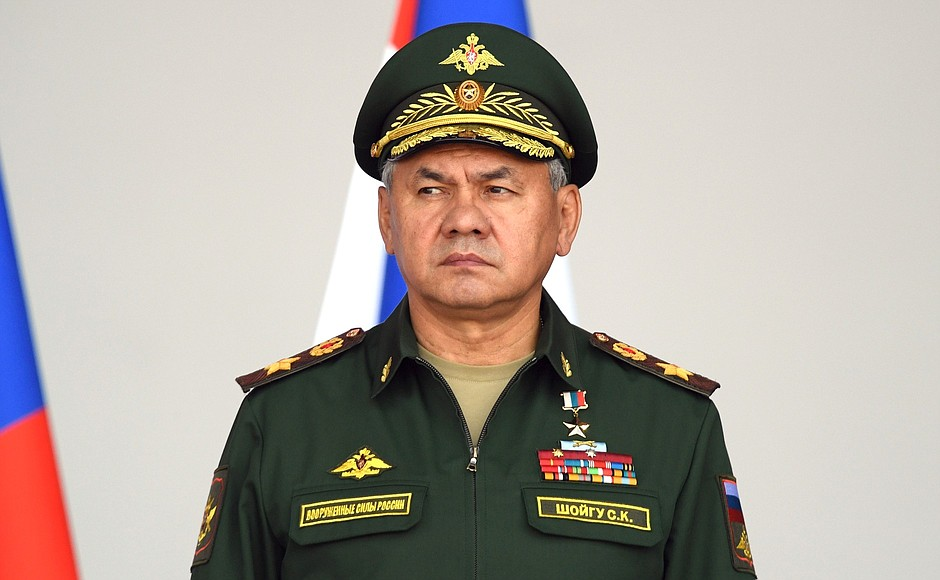
Sergueï Choïgou en tenue de général d'armée, le 23 août 2021.

Il crée un cyber-commandement et intègre l’armée de l’air et les forces spatiales au sein des toutes nouvelles forces aérospatiales russes. Il fait en sorte qu'il soit pratiquement impossible pour les jeunes Russes d’échapper au service militaire. En 2017, il fait modifier l’uniforme d’apparat de l’armée en s’inspirant de l’uniforme soviétique de 1945, surnommé « l’uniforme du vainqueur ». Il supervise le GRU, service de renseignement militaire russe soupçonné d’avoir multiplié, dans les années 2010, les opérations d’assassinat en Europe. Il obtient un accroissement du budget de l'Armée et sa réputation s'accroît au Kremlin. Il apparaît comme « l’homme qui a replacé l’armée dans les plus hautes sphères du Kremlin, au détriment des services d’espionnage », ou encore « le symbole de la militarisation de la Russie ».
Son amitié avec Vladimir Poutine est abondamment mise en scène dans les médias d'État russes à la fin des années 2010. Il est alors évoqué comme son possible successeur,.
Le 25 février 2022, il est ajouté à la liste des ressortissants spécialement désignés et des personnes bloquées de l'OFAC et est considéré comme une menace pour la sécurité nationale américaine à la suite de son rôle important durant l'invasion de l'Ukraine. En mars 2022, son absence médiatique inhabituelle est la source de rumeurs sur son état de santé ou une éventuelle mise à l'écart,. Ces apparitions reprennent en août, alors que l’armée russe cède du terrain face à l’Ukraine.
Il est l’un des rares membres du premier cercle du pouvoir à avoir eu autant d'influence sous Boris Eltsine que sous Vladimir Poutine.
Le 12 mai 2024, il perd son poste au ministère de la Défense et est remplacé par Andreï Belooussov ; cette révocation est effective le 14 mai. Dans la foulée, il est nommé secrétaire du Conseil de sécurité de Russie, en lieu et place de Nikolaï Patrouchev.
Le 25 juin 2024, la Cour pénale internationale annonce avoir émis des mandats d'arrêt contre Sergueï Choïgou et le chef d'état-major général des forces armées Valeri Guerassimov, « présumés responsables du crime de guerre consistant à diriger des attaques contre des biens de caractère civil [...] et du crime de guerre consistant à causer des dommages accidentels excessifs à des civils ou à des biens de caractère civil [...], et du crime contre l'humanité d'actes inhumains [...] ».

## Décorations

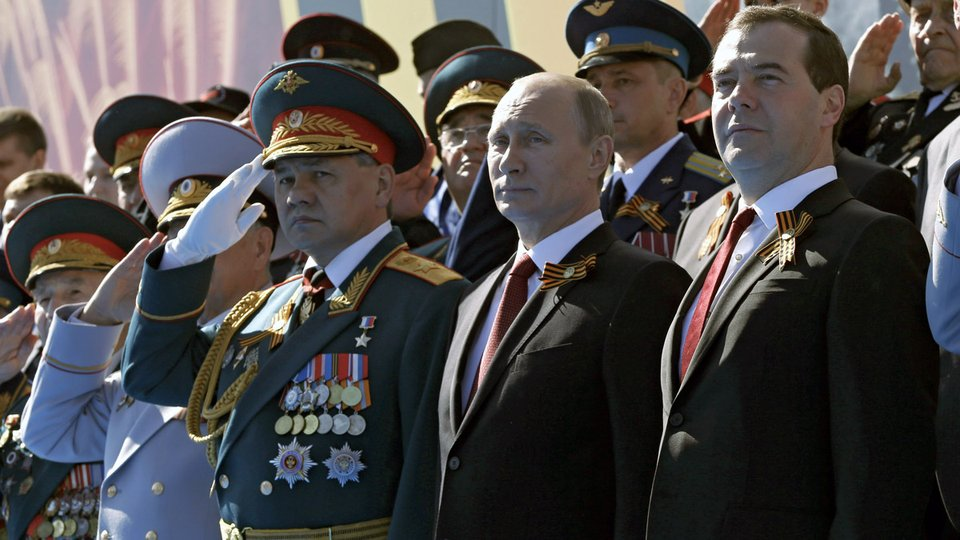
du bord droit, au premier plan Dmitri Medvedev, puis Vladimir Poutine, et Sergueï Choïgou saluant, le 9 mai 2014.

### Soviétiques
- Médaille de l'ordre du Courage personnel

### Russes
- Héros de la fédération de Russie

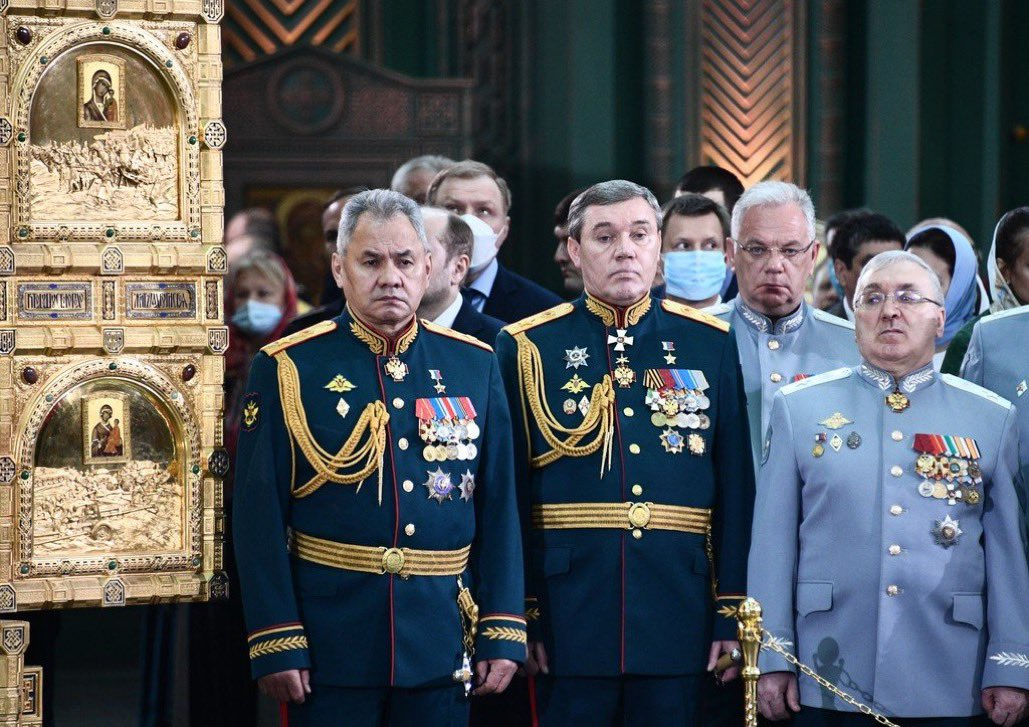
à gauche, Sergueï Choïgou avec Valéri Guérassimov, le 16 juin 2020, à Moscou.

- Grand-croix avec épée de l'ordre de Saint-André
- Première classe de l'ordre du Mérite pour la Patrie
- Médaille de l'ordre de l'Honneur
- Médaille de l'ordre d'Alexandre Nevski
- Médaille du Courage militaire
- Médaille de l'ordre du Mérite militaire
- Médaille « Défenseur d'une Russie libre » (en)
- Médaille « Pour le retour de la Crimée »

### Décorations étrangères
- Médaille de l'ordre du Courage (Abkhazie)
- Première classe de l'ordre du Drapeau national (Corée du Nord)
- Première classe de l'ordre de l'Amitié (Kazakhstan)
- Médaille de l'ordre de Danaker (Kirghizistan)
- Médaille de l'ordre de la Bannière rouge de Mongolie (en)
- Grand-commandeur de l'ordre de l'union de Myanmar (en)
- Grand-croix avec étoile d'argent de l'ordre de Ruben Dario (es) (Nicaragua)
- Grand-croix pro Merito Melitensi, classe militaire (Ordre souverain de Malte)
- Médaille de l'ordre de Uatsamonga (en) (Ossétie du Sud-Alanie)
- Première classe de l'ordre du drapeau serbe (en) (Serbie)
- Médaille de l'ordre de la coopération militaire (Syrie)
- Médaille l'ordre Vietnamien de l'amitié (en) (Viêt Nam)